# Anaïs Michel
Anaïs Michel, född 12 januari 1988 i Langres, är en fransk tyngdlyftare.

## Karriär
I april 2017 vid EM i Split tog Michel guld i 48-kilosklassen efter att ha lyft totalt 180 kilo. I mars 2018 vid EM i Bukarest tog hon silver i 48-kilosklassen efter att ha slutat bakom rumänska Elena Andrieș.
I juli 2021 vid OS i Tokyo slutade Michel på sjunde plats i 49-kilosklassen.